# Xã Burrell, Quận Indiana, Pennsylvania
Xã Burrell (tiếng Anh: Burrell Township) là một xã thuộc quận Indiana, tiểu bang Pennsylvania, Hoa Kỳ. Năm 2010, dân số của xã này là 4.393 người.